# المضاريب (بعدان)

تعديل مصدري - تعديل

المضاريب محلة تابعة لقرية ميثب، التابعة لعزلة جرانة بمديرية بعدان إحدى مديريات محافظة إب في الجمهورية اليمنية، بلغ تعداد سكانها 86 حسب تعداد اليمن لعام 2004.